# Einraffshof

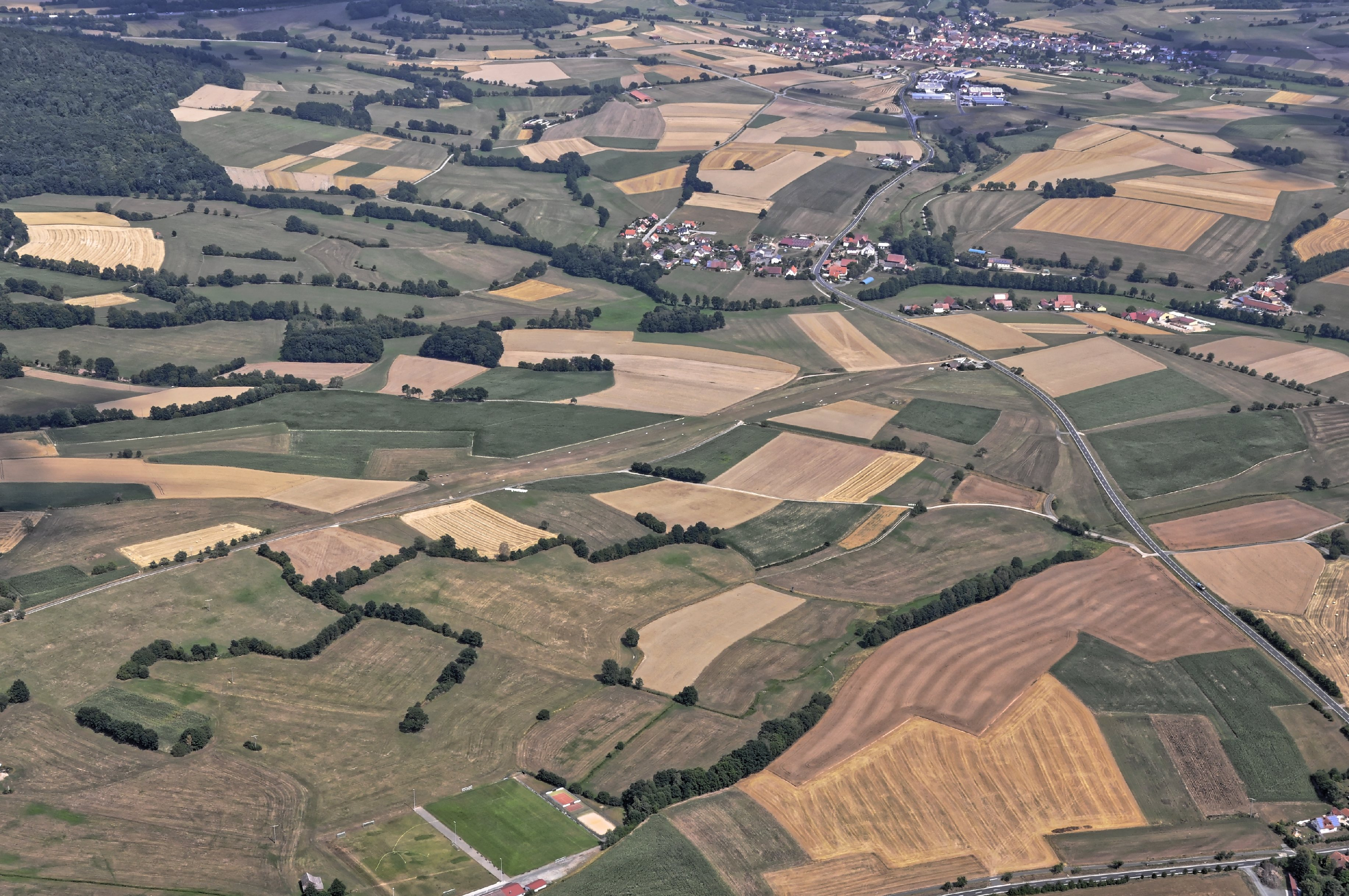
Einraffshof hinter den Flugplatz

Einraffshof ist ein Gemeindeteil des Marktes Schondra im unterfränkischen Landkreis Bad Kissingen in Bayern.

## Geographische Lage
Das Dorf Einraffshof liegt westlich von Schondra und nahe der nordöstlich liegenden Berge Mettermich und Lindenstumpf. Die durch den Ort führende Staatsstraße 2431 mündet westwärts in Unterleichtersbach und führt ostwärts nach Schondra und mündet, die A 7 kreuzend, in der Bundesstraße 286. Westlich von Einraffshof führt die Bundesstraße 27 nordwärts nach Buchrasen und südwärts nach Unterleichtersbach. Östlich von Einraffshof verlaufen in Nord-Süd-Richtung die A 7 und die B 286; beide bilden nördlich von Einraffshof die Anschlussstelle 95 Bad Brückenau/Wildflecken.

## Geschichte
Erste Erwähnungen des Ortes gibt es für das Jahr 1317 als „im Neynrauffs“ oder „Neyrauffshof“. Weitere Entwicklungen des Namens sind „Nayrufs“ (24. Mai 1582) sowie „Nähräuffs“ und „Neyraufs“ (1602 und 1603)
Für das 17. und 18. Jahrhundert gibt es drei Belege (1656, 1665 und 1763), dass Einraffshof Filialort der Pfarrei Schondra war.
Nach langem Zustand der Verwüstung durch den Dreißigjährigen Krieg lässt sich für das Jahr 1716 ein neuer Besitzer des Einraffshofes belegen. Im Jahr 1834 erwarb der Mannheimer Schiffseigner Heinrich Sturz den Einraffshof sowie den Klingelhof von der Grafenrheinfelder Kirchenstiftung und der Fuldischen Schildeck-Stiftung, in deren Besitz die Höfe seit 1820 gewesen waren. Ebenfalls für das Jahr 1834 ist ein aus Neuburg bei Herzogenaurach stammender Braumeister namens Christoph Kottenhäuser belegt, was den Betrieb einer Brauerei im Einraffshof nahelegt.
Am 24. April 1933 entstand in Oberleichtersbach ein Arbeitsdienstlager, das am 1. April 1935 offiziell nach Unterleichtersbach, in Wahrheit aber nach Einraffshof verlegt wurde. Die offizielle Lagerbezeichnung der Reichsarbeitsdienst Abteilung lautete „R.A.D. Abtlg. Megingaud von Mainfranken 7/283 Schondra“. Zu den Aufgaben des Arbeitsdienstes gehörten u. a. Flurkultivierung in Unterleichtersbach und Wirtschaftswegebau in Breitenbach. Am 29. März 1936 gab es mit dem Suizid von Truppführer Ernst Fürst aus Würzburg einen Todesfall im Arbeitslager. Mit der Entstehung des Truppenübungsplatzes Wildflecken im Jahr 1937 wurden die Wildfleckener Einwohner nach Einraffshof abgesiedelt, der im Eigentum von Graf Kremski befindliche Gutshof Einraffshof am 14. Dezember 1937 enteignet; neue Eigentümerin war die Reichs-Umsiedlungs-Gesellschaft m.b.H.
Einraffshof selbst wurde nun zum Weiler. Am 18. November 1943 fing ein Anwesen im Einraffshof durch feindliche Brandbomben Feuer; wenige hundert Meter südlich von Einraffshof fiel am selben Tag eine Sprengbombe.
Nach der Besetzung Schondras durch die Amerikaner am 5. April 1945 kamen viele Flüchtlinge aus dem Osten nach Einraffshof, so dass das Arbeitsdienstlager nun zum Flüchtlingslager umfunktioniert wurde. Von 1946 bis zum 15. Oktober 1956 gab es in Einraffshof eine eigene Schule für die Flüchtlingskinder.
Im Mai 1947 entstand an der Hauptstraße des Ortes ein Flurkreuz; dessen Fundament enthält eine Urkunde, das über das Schicksal der abgesiedelten Wildfleckener informiert.